# Hourque
Pour l’article ayant un titre homophone, voir Ourcq.
Pour les articles homonymes, voir Hulk (homonymie).

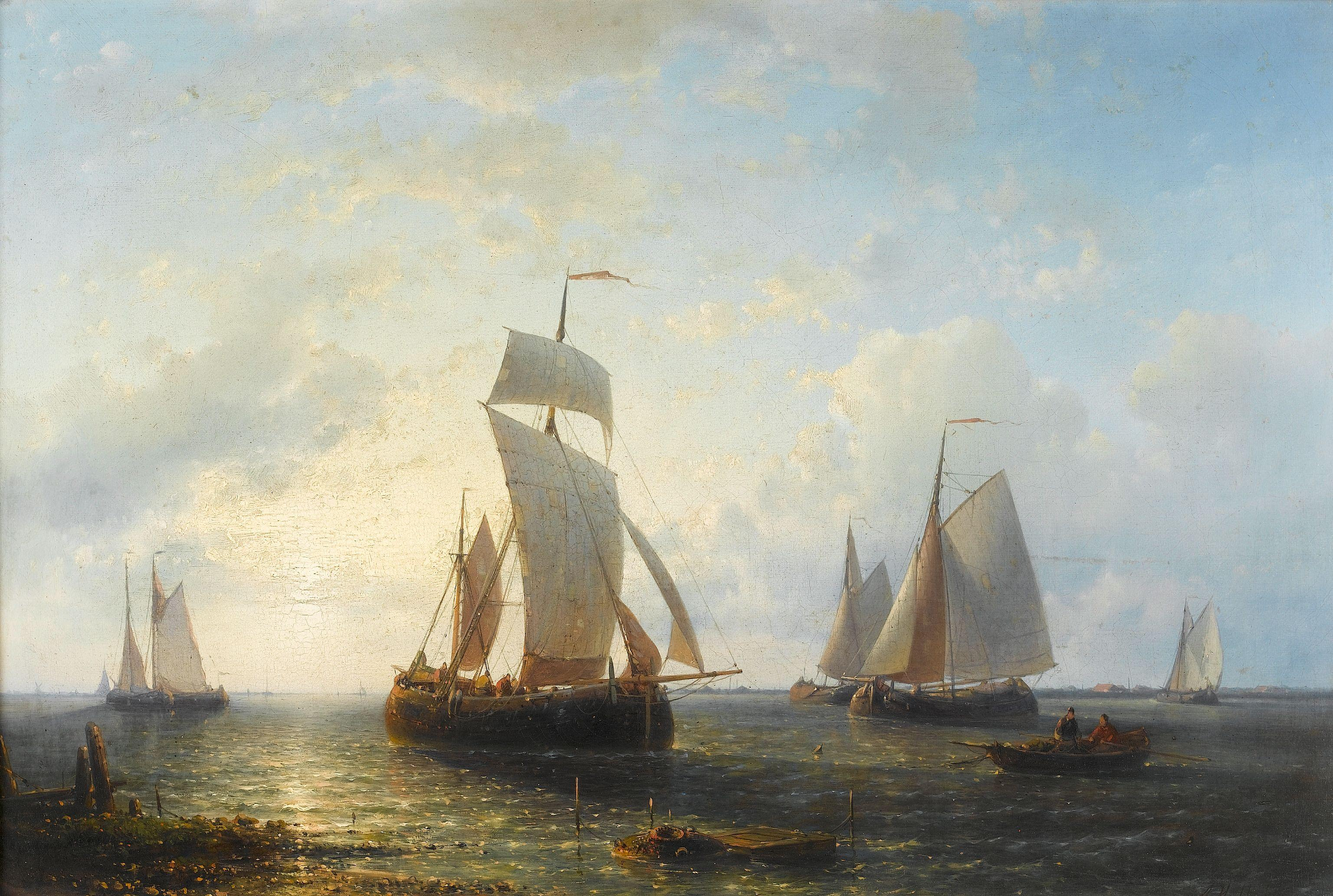
Hourque (gréement carré et coque renflée).

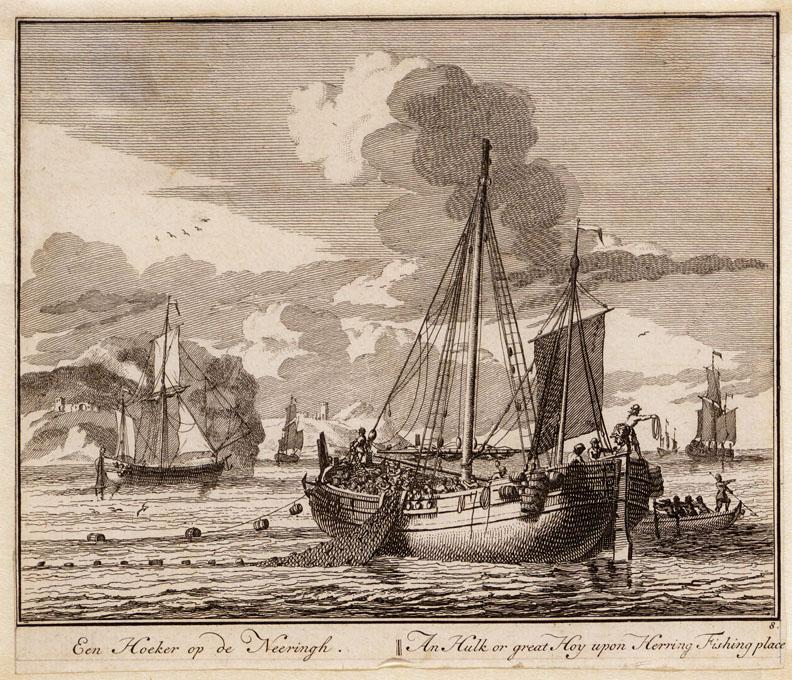
Hourque néerlandaise.

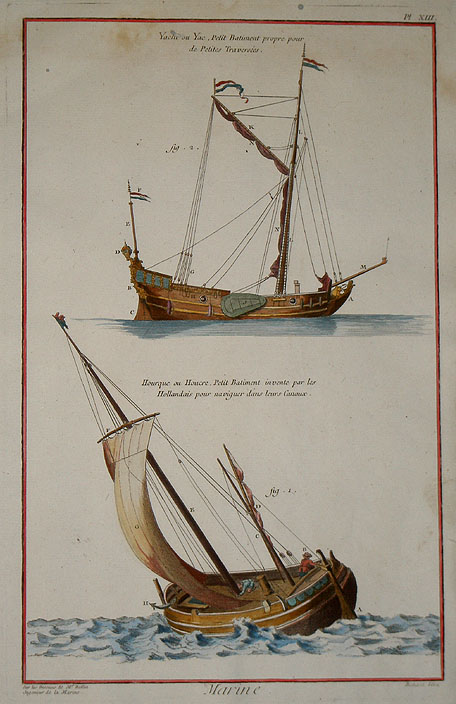
Hourque sur un ouvrage de 1751.

Une hourque (aussi ourque, houcre, hoeker ou hulk en néerlandais) est un type de  voilier de transport à deux mâts, d'origine néerlandaise, utilisé dans les mers du nord de l’Europe du XIVe siècle jusqu'à la fin du XIXe siècle.

## Historique
La hourque est un navire d'origine néerlandaise, utilisée en Mer du Nord, du XIVe siècle jusqu'à la fin du XIXe siècle. La première mention de ce type de navire date de 1326 sous son ancien nom néerlandais hulke. Le terme évolue vers 1470 en hurque, à l'origine du terme actuel.

## Caractéristiques
La hourque est un navire de charge à deux mâts (ketch). Le gréement se compose : 
- d'un grand-mât à pible avec deux ou trois voiles carrées,
- un mât d'artimon équipé de son artimon et son perroquet de fougue,
- un beaupré avec sa civadière,
- et quatre focs[3].

Les proportions habituelles d'une hourque sont de cinquante pieds de quille, seize pieds et demie de largeur, huit de profondeur et onze du bord au milieu. Certaines hourques ont fait le voyage en mer jusqu'en Inde avec comme équipage seulement cinq ou six matelots.
Fortement arrondis à la poupe et à flancs renflés, ces navires offraient en général une vitesse peu performante, si bien que le mot hourque s'applique par ironie à un bateau mal construit et qui avance lentement,.